# کنفرانس برلین (۱۸۸۴)

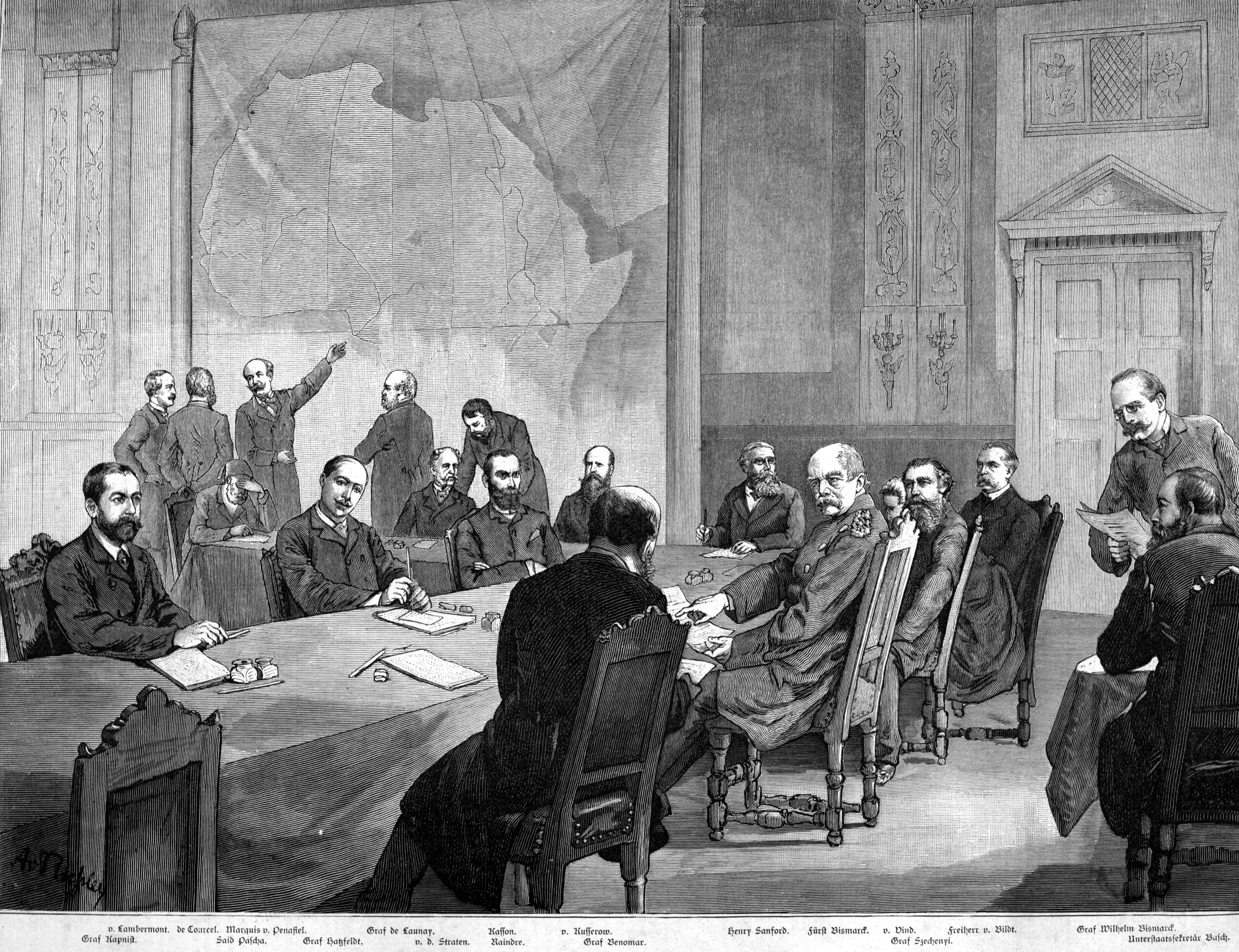
نگاره‌ای از کنفرانس برلین

کنفرانس برلین یا کنفرانس کنگو(به آلمانی: Kongokonferenz) نشستی بود میان قدرت‌های اروپا که به دعوت پرتغال و با برنامه‌ریزی بیسمارک -نخستین صدر اعظم آلمان- در برلین برپاشد و موضوع آن استعمار، بازرگانی و تقسیم آفریقا بود. نتیجهٔ این کنفرانس معاهدهٔ برلین بود.
این کنفرانس پس از ظهور ناگهانی آلمان در جایگاه یک قدرت اروپایی رخ داد و پس از آن دوره‌ای جدید در زمینهٔ سلطه‌جویی و رقابت شدید میان کشورهای نیرومند اروپایی در زمینهٔ استعمار گشوده‌شد.